# The Remixes (album, Mariah Carey)
The Remixes je album americké zpěvačky Mariah Carey, které vyšlo v roce 2003 u labelu Columbia Records. Album kromě remixů starších písní Mariah obsahuje i duet s Bustou Rhymesem I Know What You Want, který po delší době přinesl Mariah úspěch.
Deska v prvním týdnu prodeje debutovala na 26. místě, kdy se jí prodalo 40,697 kopií. Deska The Remixes je první deskou Mariah Carey, která neobdržela žádnou certifikaci.

## Seznam písní
CD 1
1. My All (Morales My Club Remix) – 7:10
2. Heartbreaker/You Should Ever Be Lonely (Junior's Heartbreaker Club Mix) – 10:18
3. Fly Away (Butterfly Reprise) (Fly Away Club Remix) – 9:50
4. Anytime You Need a Friend (C+C Club Version) – 10:54
5. Fantasy (Def Club Remix) – 11:17
6. Honey (Classic Mix) – 8:06
7. Dreamlover (So So Def Club Remix) – 10:44
8. Emotions (12" Club Mix) – 5:50
9. Through the Rain (HQ2 Radio Edit) – 4:08

CD 2
1. Fantasy (Bad Boy Remix) – 4:52
2. Always Be My Baby (Mr. Dupri Mix) – 4:40
3. My All/Stay Awhile (So So Def Mix) – 4:44
4. Thank God I Found You (Make It Last Remix) – 5:09
5. Breakdown– 4:44
6. Honey (So So Def Mix) – 5:12
7. Loverboy (Remix) – 4:31
8. Heartbreaker (Remix) – 4:38
9. Sweetheart – 4:22
10. Crybaby – 5:21
11. Miss You – 5:09
12. The One (So So Def Remix) – 4:38
13. I Know What You Want (feat. Busta Rhymes) – 4:12
14. All I Want For Christmas Is You (So So Def Remix) – 3:44

## Umístění
| Hitparáda      | Umístění |
| -------------- | -------- |
| USA            | 26       |
| Brazílie       | 30       |
| Velká Británie | 35       |
| Francie        | 60       |
| Švýcarsko      | 69       |
| Itálie         | 72       |
| Austrálie      | 78       |
| Japonsko       | 95       |